# Barenton
Barenton är en kommun i departementet Manche i regionen Normandie i norra Frankrike. Kommunen ligger i kantonen Barenton som tillhör arrondissementet Avranches. År 2022 hade Barenton 1 166 invånare.

## Befolkningsutveckling
Antalet invånare i kommunen Barenton
| Referens: INSEE |